# لینکولن مک‌ایلریوی
لینکولن مک‌ایلریوی (انگلیسی: Lincoln McIlravy؛ زادهٔ ۱۷ ژوئیه ۱۹۷۴) کشتی‌گیر بازنشستهٔ اهل ایالات متحده آمریکا است که در دستهٔ وزنی ۶۹ کیلوگرم کشتی آزاد رقابت می‌کرد. او برندهٔ مدال برنز المپیک ۲۰۰۰ سیدنی و مدال نقره (۱۹۹۹) و برنز (۱۹۹۸) مسابقات قهرمانی کشتی جهان است. او همچنین دارندهٔ مدال طلای بازی‌های پان امریکن (۱۹۹۹) است.